# Курносов, Юрий Алексеевич
Юрий Алексеевич Курносов (29 марта 1924 — 3 сентября 1996) — советский и украинский историк, доктор исторических наук (с 1974 года), профессор (с 1984 года).

## Биография
Родился 29 марта 1924 года в городе Конотопе в семье железнодорожников. 
Участник Великой Отечественной войны.
В 1951 году окончил исторический факультет Киевского университета, работал учёным секретарём Киевского государственного исторического музея, с 1955 года — в АН УССР, с 1957 года — в Институте истории АН УССР, в 1957—1960 годах — редактор «Украинского исторического журнала». В 1960 году защитил кандидатскую диссертацию на тему: «Положение крестьянства Правобережной Украины и классовая борьба в 40-50-х гг. XIX в.». В 1960—1965 годах — младший научный сотрудник отделов истории феодализма и истории социалистического и коммунистического строительства, в 1965—1985 годах — старший научный сотрудник отделов Истории городов и сёл УССР и истории коммунистического строительства, в 1985—1990 годах — заведующий сектором, с 1990 года — ведущий научный сотрудник-консультант отдела истории культуры украинского народа. Защитил докторскую диссертацию на тему: «Вклад интеллигенции Украинской ССР в коммунистическое строительство (1959-70)».
Автор более 170 научных трудов, 40 из них — коллективно. Один из авторов учебника «История Украины» для учеников 10-11 классов (1989—1995, 5 изданий). Осуществлял научно-методическую и научно-организационную работу при написании и подготовке к изданию 26-томной «Истории городов и сёл Украинской ССР» (на украинском и русском языках). Некоторые работы вышли на английском, венгерском и румынском языках.
Награждён орденом Отечественной войны II степени, Грамотой Президиума ВС УССР.
Умер в Киеве 3 сентября 1996 года.

## Труды
Монографии:
- «У навчанні та праці. Підготовка кадрів інтелігенції в Українській РСР» (Київ, 1964, в соавторстве);
- «Роль інтелігенції України в комуністичному вихованні трудящих 1959—1965» (Київ, 1968);
- «Інтелігенція Української РСР і науково-технічний прогрес. 1959—1970» (Київ, 1975);
- «Інакомислення в Україні. 60-ті — перша половина 80-х рр. ХХ ст.» (Київ, 1994).

Коллективные труды:
- «Історія Української РСР» в 2-х томах (Київ, 1967, том 2);
- «Історія Української РСР» у 8-ми томах (Київ, 1979, том 8, книги 1 і 2);
- «Історія Української РСР» у 10-ти томах (Київ, 1988, томи 9, 10);
- «Історія Києва» (Київ, 1964, том 2; Київ, 1986, том 3, книга 2);
- «Интеллигенция Советской Украины: Некоторые вопросы историографии и методологии исследования» (Київ, 1988, автор, отв. редактор);
- «Нариси історії української інтелігенції (перша половина ХХ ст.)» у 3-х книгах (Київ, 1994, автор, отв. редактор).